# 真田幸俊
真田幸俊（平假名：さなだ ゆきとし，1969年—），是日本工程師，慶應義塾大學教授，擁有工程學博士學位。他的專業領域是基於訊號處理的寬頻無線系統的研究，例如認知無線電、軟體定義無線電、自適應陣列天線和超寬頻。從血統上來說，他是伊達政宗的男性後裔。

## 經歷
出生於東京都。1992年畢業於慶應義塾大學理工學部電機工學科。1995年在維多利亞大學完成電機與電腦工程。1997年慶應義塾大學研究院理工學研究科電氣工學系博士課程畢業後，成為東京工業大學工學部電氣電子工學系助教。2000年任索尼電腦科學實驗室副研究員。2001年，他成為慶應義塾大學理工學院電子工程系的全職講師。2004年4月起任副教授。2011年4月起任教授。
他是松代真田家第14代當主。但他沒有藩祖真田信之的血統，而是伊予宇和島藩主伊達宗城的男性後裔。兼任長野市真田寶物館名譽館長。

## 外部連結
- 真田研究室 （页面存档备份，存于）